# Шалинское сельское поселение (Татарстан)
Шалинское се́льское поселе́ние (тат. Шәле авыл җирлеге) — муниципальное образование в Пестречинском районе Республики Татарстан.
Административный центр — село Шали.

## История
Границы поселения установлены Законом Республики Татарстан от 30 июня 2011 г. № 36-ЗРТ.

## Население
| 2010  | 2011  | 2012  | 2013  | 2014  | 2015  | 2016  |
| ----- | ----- | ----- | ----- | ----- | ----- | ----- |
| 3002  | ↗3004 | ↘2985 | ↗3003 | ↗3041 | ↘3025 | →3025 |
| 2017  | 2018  |       |       |       |       |       |
| ↗3031 | ↗3046 |       |       |       |       |       |

## Состав сельского поселения
| № | Населённый пункт | Тип населённого пункта       | Население |
| - | ---------------- | ---------------------------- | --------- |
| 1 | Имени ТатЦИКа    | деревня                      | татары    |
| 2 | Люткино          | село                         | русские   |
| 3 | Шали             | село, административный центр | татары    |